# Alexander-Martin Sardina
Alexander-Martin Sardina (deutsch: [za.ˈdɪ.nɐ] anhörenⓘ; italienisch: [saɾ.ˈdiː.na] anhörenⓘ) (* 15. September 1973 in Hamburg-Uhlenhorst) ist ein deutscher Politikwissenschaftler und ehemaliger Abgeordneter in der Hamburgischen Bürgerschaft (CDU). Er ist römisch-katholisch und besitzt sowohl die deutsche als auch die italienische Staatsbürgerschaft.

## Leben

### Werdegang
Sardina besuchte die Sankt-Ansgar-Schule in Hamburg, die er 1994 mit dem Abitur verließ, und studierte dann Erziehungswissenschaft, Amerikanistik und Politologie. Er verbrachte Studienaufenthalte in den USA, in der Volksrepublik China, in Macau und Hongkong. Zugleich absolvierte er von 1994 bis 1997 eine Ausbildung zum katholischen Religionspädagogen. In den Jahren 1997 und 1998 war Sardina angestellter Geschäftsführer des Amerikazentrums Hamburg. Mitte Juni 2000 war Sardina hauptverantwortlicher Organisator der Konferenz Die Privatisierung des Bildungsbereichs: Eigentum und Wertschöpfung in der Wissensgesellschaft der PDS-nahen Rosa-Luxemburg-Stiftung.
Seine Staatsexamensarbeit verfasste er zum Thema der NAPOLAs im Dritten Reich. Der Titel der 2002 an der Universität Hamburg vorgelegten Arbeit lautet: Widersprüchlichkeiten der NS-Erziehungskonzeptionen und die Nationalpolitischen Erziehungsanstalten. Er wurde ebenda zum „Dr. phil.“ promoviert; der Titel seiner 2016 vorgelegten zweibändigen Dissertation lautet: Fremdsprachenpolitische Entwicklungen unter besonderer Berücksichtigung der Sprache ‚Englisch‘ im System der Volksbildung in der Sowjetischen Besatzungszone und der Deutschen Demokratischen Republik (1945 bis 1989) – Eine durch Zeitzeugenaussagen ergänzte bildungsgeschichtliche Analyse auf der Grundlage von Archivalien der Sowjetischen Militäradministration in Deutschland und des Ministeriums für Volksbildung der DDR.
Seit 2003 ist Sardina selbstständig in der überparteilichen politischen Bildung und Unternehmensberatung tätig, vorwiegend in Berlin.

### Partei
Seit 1994 ist Sardina Mitglied der CDU und war zugleich von 1994 bis 2008 Mitglied bzw. zuletzt stellvertretender Landesvorsitzender der Jungen Union (JU). Von 2003 bis 2008 war er CDU-Ortsvorsitzender in Hamburg-Horn, nachdem er von Sommer 2000 bis Frühjahr 2003 die Gründung des Ortsverbandes am 26. April 2003 vorbereitet hatte. Nach dem Ausscheiden aus der Hamburgischen Bürgerschaft im März 2008 zog sich Sardina von allen parteiinternen Funktionen (z. B. Ausschuss für CDU-Mitgliedschaftsangelegenheiten) zurück. Er stellte sich ebenfalls nicht zur Wiederwahl als Ortsvorsitzender, trat aus dem CDU-Ortsverband Hamburg-Horn im CDU-Kreisverband Hamburg-Mitte aus und in den CDU-Ortsverband Altona im Kreisverband Hamburg-Altona ein.

### Funktionen und Mandat
Von 1997 bis 2002 war Sardina Deputierter in der Behörde für Schule, Jugend und Berufsbildung (BSJB); von 2002 bis 2004 Deputierter in der Behörde für Umwelt und Gesundheit (BUG) des Hamburger Senats. Von 2001 bis 2005 wirkte Sardina als Parlamentarischer Fraktionsgeschäftsführer der CDU-Bezirksfraktion Hamburg-Mitte sowie Vorsitzender des Bürgerausschusses der Bezirksversammlung Hamburg-Mitte und von 2004 bis 2005 war er der Vorsitzende der Bezirksversammlung Hamburg-Mitte. In den Jahren 2002 bis 2005 war Sardina außerdem vom Senat bestimmtes ordentliches Mitglied in der „Aufsichtskommission des Senats für die Unterbringung psychisch Kranker (nach § 23 HmbPsychKG)“ sowie in der „Aufsichtskommission des Senats für Untergebrachte im Maßregelvollzug bzw. in einer Entziehungsanstalt (nach § 38 HmbMVollzG)“.
Sardina gehörte vom 3. April 2005 bis zum Ende der 18. Wahlperiode am 12. März 2008 der Hamburgischen Bürgerschaft an, er rückte für Clemens Nieting nach dessen Mandatsniederlegung nach. Er war Vollmitglied des Eingabenausschusses, des Europaausschusses und des Parlamentarischen Untersuchungsausschusses (PUA) „Geschlossene Unterbringung Feuerbergstraße“. Bei diesem ging es um die Aufklärung von Missständen im Umgang mit kriminellen Kindern und Jugendlichen sowie minderjährigen Straftätern. Daneben war er Vertretungsmitglied im Haushaltsausschuss, im Kulturausschuss und im Stadtentwicklungsausschuss. Sardina war an 71 parlamentarischen Initiativen direkt namentlich beteiligt. Sardina war Fachsprecher der CDU-Bürgerschaftsfraktion für asienpolitische Themen und zudem vom Plenum des Landesparlaments gewähltes Mitglied des Kuratoriums der Senatsstiftung „Asien-Brücke“, die damals entwicklungspolitische Akzente in Asien, hauptsächlich auf Sri Lanka, setzen sollte.
Sardina war der erste Bürgerschaftsabgeordnete, der noch vor der Einführung von Wahlkreisen in Hamburg ein „Wahlkreisbüro“ in einem ehemaligen Ladengeschäft im Stadtteil Hamburg-Horn betrieb; es wurde am 12. Januar 2006 vom Ersten Bürgermeister Ole von Beust und Sardina mit einem Empfang eingeweiht.

### Mitgliedschaften
Sardina engagiert sich seit 1994 in der Europäischen Bewegung und ist Mitglied der Europa-Union Hamburg. Er war von 1997 bis 1998 Landesausschussvorsitzender, 2002 bis 2003 stellvertretender Landesvorsitzender sowie von 2003 bis 2008 Landesvorsitzender der Jungen Europäischen Föderalisten (JEF) in Hamburg; 2009 wurde er zum Ehrenmitglied der JEF gewählt. Er ist Mitglied als ehemaliger Abgeordneter der Deutschen Parlamentarischen Gesellschaft in Berlin sowie des Förderkreises des Museums am Rothenbaum, dem ehemaligen Völkerkundemuseum Hamburg.

## Veröffentlichungen (Monografien)
- Alexander-Martin Sardina: »Hello, girls and boys!« – Fremdsprachenunterricht in der SBZ und DDR. Wolff Verlag, Berlin 2018, ISBN 978-3-941461-28-4.
- Alexander-Martin Sardina: Die Nationalpolitischen Erziehungsanstalten (NAPOLAs) als Beleg für widersprüchliche NS-Erziehungskonzeptionen im Dritten Reich. Diskurs und Zeitzeugenbefragung. GRIN-Verlag, München 2010, ISBN 978-3-640-54533-9.
- Alexander-Martin Sardina: Amerikanisches Englisch unter besonderer Berücksichtigung seiner historischen Entwicklung. Gemeinsamkeiten und Unterschiede im Vergleich zum britischen Englisch. GRIN-Verlag, München 2000, ISBN 3-640-52723-2.